# Frank Springfield
Frank Walter Springfield (ur. 22 sierpnia 1887 w Brisbane, zm. 9 lipca 1956 w stanie Queensland) – australijski pływak, olimpijczyk.
Brał udział w igrzyskach olimpijskich w 1908 w Londynie w drużynie Australazji. Zajął 4. miejsce w sztafecie 4 × 200 m stylem dowolnym, a w wyścigach na 400 m stylem dowolnym i na 1500 m stylem dowolnym odpadł w eliminacjach.